# Mackenziaena severa
El batará copetón (en Argentina y Paraguay) (Mackenziaena severa), también denominado batará silbón chico (en Argentina), es una especie de ave paseriforme, una de las dos pertenecientes al género Mackenziaena de la familia Thamnophilidae. Es nativa del centro este de Sudamérica.

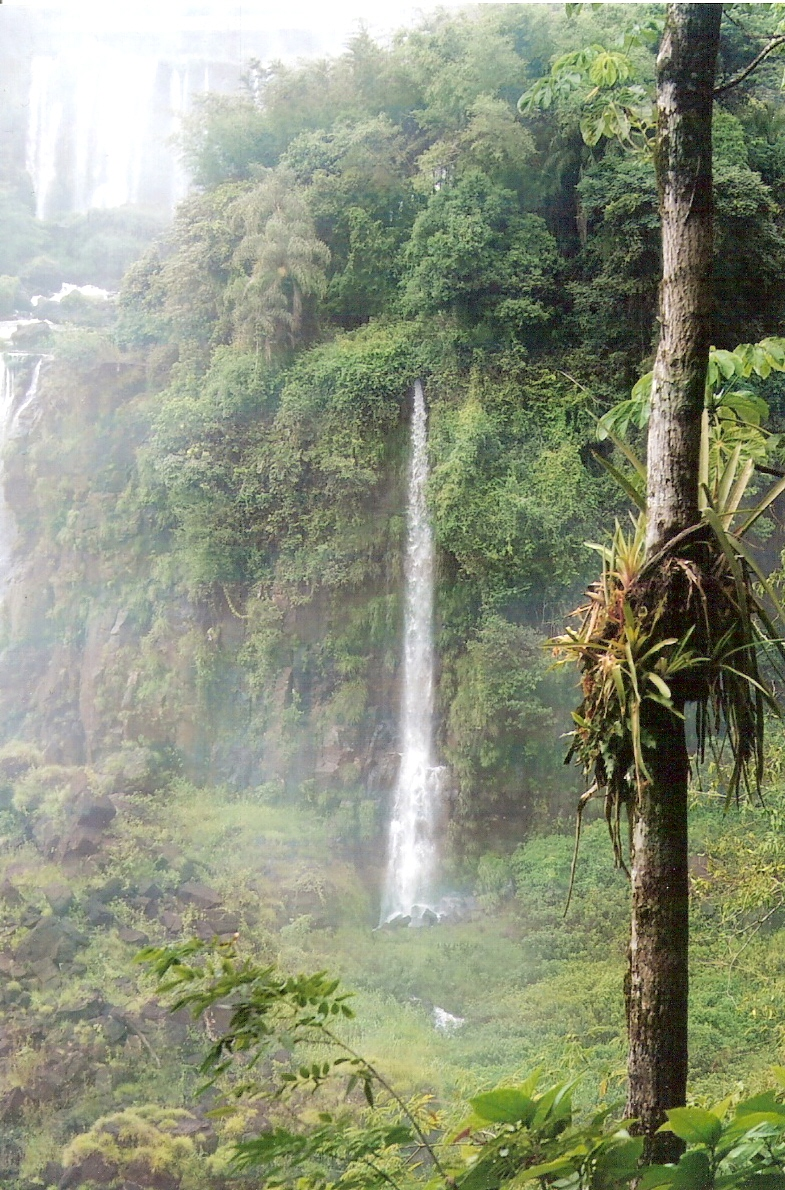
Provincia fitogeográfica paranaense en el parque nacional Iguazú; ejemplo de hábitat de esta especie.

## Distribución y hábitat
Esta especie se distribuye en 3 países del este de América del Sur.
1. En Paraguay en los departamentos de: Alto Paraná, Amambay, Caazapá, Canindeyú, e Itapúa. 
2. En el sudeste del Brasil, en los estados de: sudeste de Bahía, Espírito Santo, este de Mato Grosso del Sur, Minas Gerais, Paraná, Río de Janeiro, norte de Río Grande del Sur, Santa Catarina, y São Paulo.
3. En el noreste de la Argentina, en la provincia de Misiones. 
Sus hábitats naturales son selvas subtropicales o tropicales, tanto de llanura como de montaña, de la provincia fitogeográfica paranaense y de la Mata atlántica en general. Es bastante común en el denso sotobosque de la selva y sus bordes y prefiere áreas con bambuzales Chusquea, y difícilmente es visto fuera de esta vegetación. Hasta los 1500 m de altitud, a veces hasta los 1850 m (en el parque nacional de Itatiaia) y apenas hasta los 500 m en Bahía y Espírito Santo.

## Sistemática

### Descripción original
Esta especie monotípica fue descrita originalmente por el naturalista alemán Martin Lichtenstein en el año 1823, bajo el nombre científico de: Lanius severus. Su localidad tipo es: «São Paulo, Brasil».

### Etimología
El nombre genérico femenino «Mackenziaena» conmemora a Helen MacKenzie McConnell (1871-?1954) esposa del explorador británico Frederick Vavasour McConnell; y el nombre de la especie «severa», proviene del latín «severus»: severo, cruel, grave.

### Taxonomía
El género está presumiblemente relacionado con Thamnophilus sobre la base de su morfología externa, especialmente el pico fuerte y enganchado, pero faltan las correspondientes pruebas moleculares que lo respalden. Esta especie podría estar más estrechamente relacionada con las especies del género Frederickena que con Mackenziaena leachii.